# Queensboro Plaza (metrostation)
Queensboro Plaza is een bovengronds station van de metro van New York boven Queens Plaza in het stadsdeel Queens.
Het station ligt aan de trajecten Flushing Line en de Astoria Line en wordt bediend door de lijnen 7, N en W.
Er zijn twee eilandperrons aanwezig die direct boven elkaar gelegen zijn.
Het is geopend op 16 november 1916 en het eerstvolgende station in westelijke richting is 45th Road-Court House Square. In oostelijke richting is dat 33rd Street-Rawson Street.
 ·  ·  ·  ·  ·  ·  ·  ·  · 
Van west naar oost:
34th Street-Hudson Yards · 
Times Square-42nd Street · 
42nd Street / Fifth Avenue-Bryant Park · 
Grand Central-42nd Street · 
Vernon Boulevard-Jackson Avenue · 
Hunters Point Avenue · 
45th Road-Court House Square · 
Queensboro Plaza · 
33rd Street-Rawson Street · 
40th Street-Lowery Street · 
46th Street-Bliss Street · 
52nd Street-Lincoln Avenue · 
61st Street-Woodside · 
69th Street · 
Roosevelt Avenue / 74th Street · 
82nd Street-Jackson Heights · 
90th Street-Elmhurst Avenue · 
Junction Boulevard · 
103rd Street-Corona Plaza · 
111th Street · 
Mets-Willets Point · 
Flushing-Main Street
Van noord naar zuid:
Ditmars Boulevard-Astoria · 
Astoria Boulevard · 
30th Avenue · 
Broadway · 
36th Avenue · 
39th Avenue · 
Queensboro Plaza · 
Lexington Avenue/59th Street · 
5th Avenue · 
57th Street · 
49th Street · 
Times Square-42nd Street · 
34th Street-Herald Square · 
28th Street · 
23rd Street · 
14th Street-Union Square · 
Eighth Street-New York University · 
Prince Street · 
Canal Street · 
City Hall* · 
Cortlandt Street* · 
Rector Street* · 
Whitehall Street-South Ferry* · 
Court Street-Borough Hall* · 
Jay Street-MetroTech* · 
DeKalb Avenue · 
Canal Street · 
Atlantic Avenue - Pacific Street · 
Union Street · 
Ninth Street · 
Prospect Avenue · 
25th Street · 
36th Street · 
45th Street · 
53rd Street · 
59th Street · 
Eighth Avenue · 
Fort Hamilton Parkway · 
New Utrecht Avenue · 
18th Avenue · 
20th Avenue · 
Bay Parkway · 
Kings Highway · 
Avenue U · 
86th Street · 
Coney Island-Stillwell Avenue
* alleen 's nachts als vervanging voor Lijn R